# Slava Zupančič
Slava Zupančič (Kranj, 5 luglio 1931 – Lubiana, 2 aprile 2000) è stata una sciatrice alpina slovena che gareggiò per la nazionale jugoslava.

## Biografia
Sciatrice polivalente originaria di Tržič, Slava Zupančič vinse il suo primo titolo nazionale nel 1951 in slalom speciale e debuttò in campo internazionale in occasione del trofeo Hahnenkamm 1955 (Kitzbühel, 15-16 gennaio), dove si classificò 26ª nella discesa libera e non completò lo slalom speciale; l'anno dopo ai VII Giochi olimpici invernali di Cortina d'Ampezzo 1956 (26 gennaio-5 febbraio), sua unica presenza olimpica nonché esordio iridato, fu la prima sciatrice alpina della storia della Jugoslavia ai Giochi olimpici e si piazzò 28ª nella discesa libera, 32ª nello slalom gigante, 32ª nello slalom speciale e 20ª nella combinata, disputata in sede olimpica ma valida solo ai fini dei Mondiali 1956.
Ai Mondiali di Badgastein 1958 (2-9 febbraio), sua ultima presenza iridata, fu 36ª nella discesa libera, 22ª nello slalom gigante, 20ª nello slalom speciale e 14ª nella combinata; nel prosieguo di quella stagione si classificò 2ª nello slalom speciale e 3ª nella combinata della Coppa Foemina (Abetone, 5-6 aprile). Disputò le sue ultime gare internazionali al trofeo Arlberg-Kandahar 1961 (Mürren, 10-12 marzo).

## Palmarès

### Campionati jugoslavi
- 22 ori (slalom speciale nel 1951; slalom gigante, slalom speciale nel 1954; slalom gigante, slalom speciale, combinata nel 1955; slalom gigante, slalom speciale, combinata nel 1956; discesa libera, slalom gigante, slalom speciale nel 1957; discesa libera, slalom gigante, slalom speciale, combinata nel 1958; discesa libera, slalom gigante, slalom speciale, combinata nel 1959; slalom gigante nel 1960; combinata nel 1961)[2]

## Riconoscimenti
- Miglior atleta dell'anno (Sportske novosti) (1958)[8]